# Meszlen
Meszlen là một thị trấn thuộc hạt Vas, Hungary. Thị trấn này có diện tích 12,02 km², dân số năm 2010 là 224 người, mật độ 19 người/km².